# Trigonotis mollis
Trigonotis mollis là loài thực vật có hoa trong họ Mồ hôi. Loài này được Hemsl. miêu tả khoa học đầu tiên năm 1890.